# Белов, Михаил Иванович (генерал-майор)
Михаил Иванович Белов (род. 1 января 1951 года) — генерал-майор ВС СССР, начальник Тамбовского высшего военного командного училища химической защиты в 1988—2003 годах; ликвидатор аварии на Чернобыльской АЭС. Мастер спорта СССР, доцент.

## Биография
Окончил Саратовское военно-химическое училище и Военную академию химической защиты. Службу проходил в 1971—1988 годах в войсках Белорусского и Московского военных округов. В 1986 году командовал 3-й бригадой химической защиты в Кинешме, когда произошла авария на Чернобыльской АЭС.
Утром 26 апреля 1986 года командующий Московским военным округом генерал армии В. М. Архипов в телефонном звонке Белову сообщил об аварии и приказал ему в обстановке строжайшей секретности с нуля сформировать бригаду для ликвидации последствий аварии. Личному составу нужно было объявить, что они едут на учения, и не говорить о Чернобыле вплоть до прибытия на место. Бригаде сообщили, что они едут на учения в Гороховецкий центр Горьковской области, вследствие чего многие попытались сняться с поездки, но после того, как личный состав узнал правду о случившемся, все с энтузиазмом принялись за работу. Во время ликвидации последствий аварии Белов принял командование сформированной с нуля 26-й бригадой химической защиты, в которую вошли около 2,5 тысяч человек (для их отбора пришлось проверить 17 тысяч военнообязанных). Полторы тысячи человек под его руководством работали на энергоблоке № 4, а также обрабатывали 180 населённых пунктов для защиты от заражения.
С 1988 по 2003 годы — начальник Тамбовского высшего военного командного училища химической защиты (вплоть до его расформирования). Прослужил 34 года в рядах ВС СССР, выйдя в отставку в звании генерал-майора.
В 2012 году вошёл в состав Общественной палаты Тамбовской области. Генеральный директор ООО «Белта», которое занимается оказанием услуг населению в сфере обслуживания транспорта. Является главой рабочей группы по делам ветеранов, с 2018 года — член Комиссии по осуществлению общественного контроля за деятельностью органов государственной власти и местного самоуправления, а также член рабочей группы по мониторингу достижения целевых показателей социально-экономического развития РФ.

## Награды
- Орден Почёта (18 мая 2021) — за многолетнюю активную общественную деятельность[6]
- Орден Красной Звезды[2]
- Орден Мужества[2]
- Медаль «За боевые заслуги»[2]